# وینچنتسو آماتو
وینچنتسو آماتو (ایتالیایی: Vincenzo Amato؛ زادهٔ ۳۰ مارس ۱۹۶۶) بازیگر اهل ایتالیا است.
از فیلم‌هایی که وی در آن نقش داشته‌است، می‌توان به همسر خوب، دکامرون، ترور جانی ورساچه: داستان جنایی آمریکایی، بَـرّ جدید، مدرسه تمام شد، داستان جنگ و شکست‌ناپذیر اشاره کرد.